# 이지오 (스노보드 선수)
이지오(2008년 10월 24일~)는 대한민국의 스노보드 선수로 주 종목은 하프파이프이다. 2025년 동계 아시안 게임에서 남자 하프파이프 금메달을 획득했다.

## 경력
이지오는 경기도 양평군 출신으로 어린 시절에 동생인 이수오와 함께 스노보드를 시작했다.
2023년 12월 8일 중화인민공화국 베이징에서 열린 월드컵 하프파이프 경기에 출전하여 월드컵에 데뷔했다. 이 대회에서 16위에 올랐다. 이듬해인 2024년 2월 대한민국 강원도에서 열린 2024년 동계 청소년 올림픽에 대한민국 국가대표로 참가했다. 그는 이 대회에서 하프파이프 5위에 올랐다.
2025년 2월 중화인민공화국 하얼빈에서 열린 2025년 동계 아시안 게임에 참가했으며 하프파이프 부문 금메달을 획득했다. 그는 이 대회에서 예선 3위를 달성했으며 결선이 기상 악화로 인해 열리지 않아 예선 기록을 토대로 하여 대표팀 동료인 김건희와 일본의 기쿠치하라 교타의 뒤를 이어 동메달을 획득했다.